# Temesváry Imre
Temesváry Imre (Szeged, 1874. november 1. – Budapest, 1954. augusztus 22.) mérnök, földbirtokos, országgyűlési képviselő.

## Élete
Római katolikus vallásban született. Szülővárosában járt gimnáziumba, majd jogi és műszaki végzettséget is szerzett a Ferenc József Tudományegyetemen. Mérnökként többek között Szegeden, Szombathelyen, Nagybányán és Kolozsváron tevékenykedett – utóbbi városban hivatalfőnök és e minőségében az erdélyi birtokrendezés vezetője is volt –, de részt vett a Fertő-tó rendezésében, valamint a magyar-horvát és magyar-román határrendezésben is. Műszaki, közgazdasági és pénzügyi témában is több fontos publikációja jelent meg, illetve szakmai berkekben nagy figyelmet vívott ki magának néhány, a Magyar Mérnök és Építész Egyletben tartott előadásával is.
Az Országgyűlésbe először 1920-ban került be a szeghalmi választókerületből, keresztény kisgazdapárti programmal, és ezt a kerületet egészen 1936-ig képviselte, megszakítás nélkül. Ez utóbbi évben Winchkler István kereskedelmi miniszter lemondott gyöngyösi mandátumáról, ami után a gyöngyösi kerület őt választotta meg, ezért szeghalmi mandátumát visszaadta. Az 1939-es választáson már akkori lakhelyén, Hódmezővásárhelyen választották képviselővé, a Magyar Élet Pártja színeiben.
Két évtizedet meghaladó parlamenti képviselői munkássága során nyilvános megszólalásai rendre nagy felkészültségről tanúskodtak, ezáltal pedig komoly figyelmet és elismerést is arattak. 1922-től volt a pénzügyi bizottság előadója, s e minőségében temérdek pénzügyi, illetve közgazdasági jellegű törvényjavaslat előadója volt; 1924–1935 között folyamatosan ő volt a főelőadója az állami költségvetésnek is. Hódmezővásárhely törvényhatósági bizottsága az örökös tagjává, a városi gazdasági egyesület az elnökévé, a szeghalmi választókerületben pedig minden község a díszpolgárává választotta.

## Elismerései
Pénzügyi téren kifejtett tevékenységének elismeréseként Horthy Miklós kormányzó kincstári főtanácsosi címmel, 1935-ben pedig a Magyar Érdemrend középkeresztjével tüntette ki.